# Vesvres-sous-Chalancey

Vesvres-sous-Chalancey este o comună în departamentul Haute-Marne din nord-estul Franței. În 2009 avea o populație de 55 de locuitori.

## Evoluția populației
| An        | 1975 | 1982 | 1990 | 1999 | 2006 | 2009 |
| --------- | ---- | ---- | ---- | ---- | ---- | ---- |
| Populație | 77   | 82   | 60   | 53   | 55   | 55   |